# Hezuolinita
La hezuolinita és un mineral de la classe dels silicats que pertany al subgrup de la perrierita, dins el grup de la chevkinita. Va ser anomenada en honor de He Zuolin (900-1967), professor de geologia a la Universitat de Shandong. Va ser un pioner en la investigació de dipòsits minerals de terres rares i va descobriure el primer mineral que contenia una terra rara, la saimaïta.

## Característiques
La hezuolinita és un sorosilicat de fórmula química (Sr,REE)₄Zr(Ti,Fe3+,Fe2+)₂Ti₂O₈(Si₂O₇)₂. Cristal·litza en el sistema monoclínic. La seva duresa a l'escala de Mohs és d'entre 5,5 a 6.
Segons la classificació de Nickel-Strunz, la hezuolinita pertany a «09.BE - Estructures de sorosilicats, amb grups Si₂O₇, amb anions addicionals; cations en coordinació octaèdrica [6] i major coordinació» juntament amb els següents minerals: wadsleyita, hennomartinita, lawsonita, noelbensonita, itoigawaïta, ilvaïta, manganilvaïta, suolunita, jaffeïta, fresnoïta, baghdadita, burpalita, cuspidina, hiortdahlita, janhaugita, låvenita, niocalita, normandita, wöhlerita, hiortdahlita I, marianoïta, mosandrita, nacareniobsita-(Ce), götzenita, hainita, rosenbuschita, kochita, dovyrenita, baritolamprofil·lita, ericssonita, lamprofil·lita, ericssonita-2O, seidozerita, nabalamprofil·lita, grenmarita, schüllerita, lileyita, murmanita, epistolita, lomonossovita, vuonnemita, sobolevita, innelita, fosfoinnelita, yoshimuraïta, quadrufita, polifita, bornemanita, xkatulkalita, bafertisita, hejtmanita, bykovaïta, nechelyustovita, delindeïta, bussenita, jinshajiangita, perraultita, surkhobita, karnasurtita-(Ce), perrierita-(Ce), estronciochevkinita, chevkinita-(Ce), poliakovita-(Ce), rengeïta, matsubaraïta, dingdaohengita-(Ce), maoniupingita-(Ce), perrierita-(La), fersmanita, belkovita, nasonita, kentrolita, melanotekita, til·leyita, kil·lalaïta, stavelotita-(La), biraïta-(Ce), cervandonita-(Ce) i batisivita.
L'exemplar que va servir per a determinar l'espècie, el que es coneix com a material tipus, es troba conservat al: museum of the institute of geology and geophysics, Acadèmia Xinesa de les Ciències, Beijing (Xina). núm. de registre: kdx016.

## Formació i jaciments
La hezoulinita va ser descoberta al complex de Saima, a Fengcheng (Dandong, Liaoning, Xina). Es tracta de l'únic indret on ha estat descrita aquesta espècie mineral.